# Andreas Kollross
Andreas Kollross (* 8. Jänner 1971 in Trumau, Niederösterreich) ist ein österreichischer Politiker der Sozialdemokratischen Partei Österreichs (SPÖ). Er ist seit Juni 2013 Bürgermeister seiner Heimatgemeinde, von November 2017 bis Oktober 2024 war er Abgeordneter zum Nationalrat. 2000 bis 2004 war Vorsitzender der Sozialistischen Jugend Österreich (SJÖ).

## Leben
Kollross begann nach Abschluss der Pflichtschule eine Lehre als Elektroinstallateur. Von 1989 bis 1992 war er Vorsitzender der SJ Trumau. 1993 wurde er zum Landesvorsitzenden der SJ Niederösterreich gewählt, von 2000 bis 2004 war er Bundesvorsitzender der SJÖ. Von 1995 bis 2003 war er Gemeinderat der Marktgemeinde Trumau, ab 1998 als geschäftsführender Gemeinderat. Daneben engagierte er sich bei den Kinderfreunden, deren Trumauer Vorsitzender er seit 1995 ist. Im Oktober 2004 wurde er Landesvorsitzender in Niederösterreich. Seit November 2005 ist er deren stellvertretender Bundesvorsitzender.

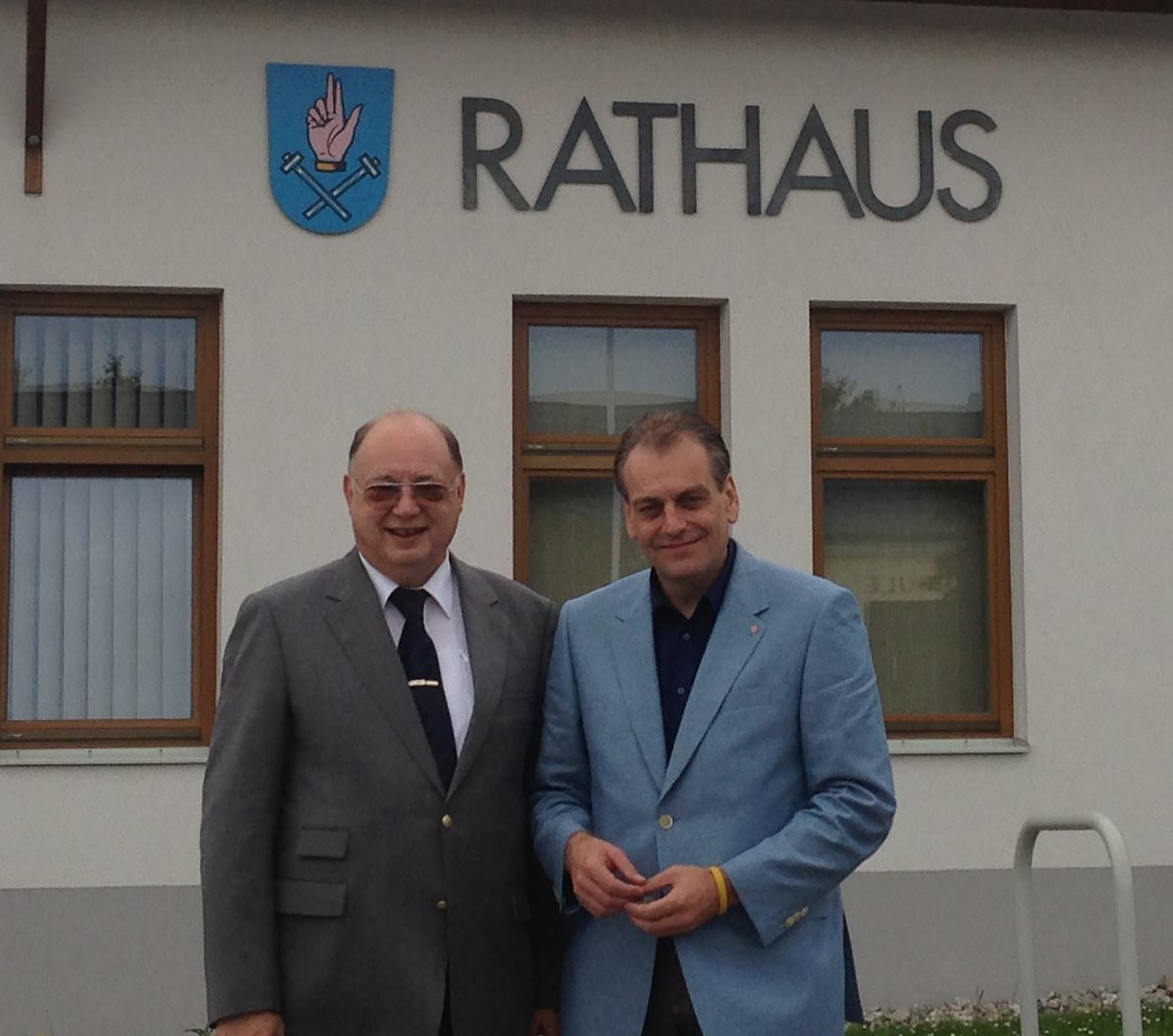
Der scheidende Trumauer Bürgermeister Pendl mit seinem Nachfolger Kollross (2013)

Am 17. Mai 2013 wurde bekannt, dass Andreas Kollross in der Gemeinderatssitzung vom 6. Juni 2013 zum Nachfolger des langjährigen Trumauer Bürgermeisters Otto Pendl gewählt werden soll. In der Gemeinderatssitzung am 6. Juni 2013 wurde er von allen im Gemeinderat vertretenen Parteien einstimmig zum Bürgermeister gewählt.
Bei der Gemeinderatswahl 2015 konnte die SPÖ in Trumau mit einem Plus von 9,21 Prozent 74,82 Prozent (18 von 23 Mandaten) erzielen. Auf Kollross als Listenersten entfielen bei insgesamt 2276 abgegebenen Stimmen 1002 Vorzugsstimmen. Dieser Anteil von über 44 Prozent persönlicher Vorzugsstimmen war im Bezirk Baden mit Abstand Rekordwert. Bei der konstituierenden Sitzung des Gemeinderates am 11. Februar wurde er mit Stimmenmehrheit wieder zum Bürgermeister der Marktgemeinde Trumau.
Bei der ordentlichen Generalversammlung der SPÖ Bezirk Baden wurde er am 28. November 2016 zum Bezirksparteivorsitzenden der SPÖ Baden und zu deren Spitzenkandidaten für die nächste Nationalratswahl gewählt. Ab 9. November 2017 vertrat er in der XXVI. Gesetzgebungsperiode und in der XXVII. Gesetzgebungsperiode den Regionalwahlkreis Thermenregion im österreichischen Nationalrat und fungierte als SPÖ-Bereichssprecher für kommunale Angelegenheiten, Petitionen und Bürgerinitiativen.
Im November 2021 wurde er auf der Bundeskonferenz des Sozialdemokratischen GemeindevertreterInnenverbands Österreich (GVV) als Nachfolger von Rupert Dworak zum Vorsitzenden des GVV gewählt, Stellvertreter wurden Bettina Lancaster und Stephan Auer-Stüger. Im Juni 2024 folgte er Rupert Dworak als Präsident des Verbands sozialdemokratischer Gemeindevertreter in Niederösterreich (NÖGVV) nach.